# Nephrotoma impigra
Nephrotoma impigra är en tvåvingeart. Nephrotoma impigra ingår i släktet Nephrotoma och familjen storharkrankar.

## Underarter
Arten delas in i följande underarter:
- N. i. fulvovittata
- N. i. impigra